# A bútoripar története Magyarországon
A bútoripar a faipar része. Statisztikai szempontból a fafeldolgozó és bútoripar kifejezést használják Magyarországon.,

## A bútoripar kezdetei Magyarországon
A paraszti, céhes, majd manufakturális bútorgyártás kereteiből kilépő bútoriparról csak az 1870-es évektől beszélhetünk Magyarországon. A bútoripar központja Budapest. 1895-ben a Budapesti Kereskedelmi és Iparkamara a fővárosban 12 bútor és épületasztalos telepet tartott nyilván. A korabeli statisztikák külön tartották nyilván a hajlított bútorokat gyártó vállalkozásokat, 1895-ben hét ilyen gyár működött az országban. A gyárak meglehetősen kisszámú munkással dolgoztak.  Az 1894-ben alapított első debreceni bútorgyár például alig 20 munkást foglalkoztatott.
1914 előtti ismertebb vidéki bútorgyárak:
- Kassa: Legányi Samu bútorgyára, Eisler Józsiás és fiai székgyára, Studinka Gyula és fiai bútorgyára.
- Debrecen: Lamberg és társa bútorgyár, Harsányi István műasztalos-gyár,  Killer-cég,  Schwarz Vilmos bútorgyára.
- Hatvan: Csepreghy Ferenc koporsó és bútorgyára.
- Hódság (Bács-Bodrog vármegye): hódsági asztalos csoport bútorgyára
- Szabadka: Szabadkai Faipari Rt.
- Baja: Magyar bútorgyár
- Zenta: Kiss és társai bútorgyára
- Győr: Grünwald István bútorgyár
- Újpest: Müller József bútorgyára
- Vác: Löwinger József bútorgyára (1867-től)
- Fiume: Fiumei Bútorgyár Rt.
- Losonc: Pálffy József gróf bútorgyára
- Versec: Első Verseczi Bútorgyár (1865-től)

Budapesten 1912-ben működött bútoripari vállalkozások:
- Varga Mihály és társai bútoripari társaság, IV. kerület Kristóf téren
- Schmidt Miksa bútorgyáros, III. kerület Kiscelli út, a kolostor épületében
- Langraf Mór bútorgyáros. IV. kerület Gerlóczy utcában
- Klein Jakab H. bútorgyáros, IV. kerület Károly körúton
- Fodor József bútorgyáros raktára. IV. kerület Kecskeméti utcában
- Mundus Egyesült Magyar Hajlított Fabútorgyárak RT. raktára, IV. kerület Kossuth utcában
- Kohn Jakab és József bútorraktára. IV. kerület Kossuth utcában
- Grosshandler J. bútortelepe. IV. kerület Semmelweis utcában
- Kendi A. bútoripar és székraktára. IV. kerület Semmelweis utcában
- Thonet Testvérek. IV. kerület Váci utcában
- Feiwel Lipót utódai – modern irodabútorok gyártása, IX. kerület Ipar utcában
- Járay Zsigmond cs. és kir. udvari bútorgyár, IX. kerület Páva utcában
- Linder Manó és fia bútorgyára, IX. kerület Tűzoltó utcában
- Mundus Egyesült Magyar Hajlított Fabútorgyárak RT. V. kerület Bálvány utcában
- Wendauer József konyha- és fenyőbútor gyári iroda, V. kerület Bálvány utcában
- Hajlított Bútorgyárak Rt. irodája V. kerület Bálvány utcában
- Hertzka, Halász és Berger vasbútor gyárosok, V. kerület Lipót körúton
- Neuschloss Ödön és Marcell parketta és bútorgyára, V. kerület Pozsonyi úton
- Bányai Viktor bútorgyára. V. kerület Váci úton
- Pápai és Náthán vasbútor gyárosok, VI. kerület Andrássy úton
- Wittmayer és társa bútorgyárosok modern lakberendezési vállalata, VI. kerület Andrássy úton
- Bruck I. Henrik vas- és rézbútor gyáros raktára, VI. kerület Andrássy úton
- Asztalosok központi bútoráruháza, VI. kerület Anker közben
- Buchwald Sándor vasbútor gyára, VI. kerület Botond utcában
- Paál Gergely bútorgyáros, VI. kerület Dalnok utcában
- Tausz Béla és társa vas- és rézbútor gyára, VI. kerület Dalszínház utcában
- Prohászka János vas- és rézbútor, VI. kerület Zichy Jenő utcában
- Hegedűs A. és társa, fa-, vas- és fémbútor gyára. VI. kerület Lehel utcában
- Fischer Miksa Első Máramarosszigeti Tömören Hajlított Bútorgyár raktára, VII. kerület Dohány utcában
- Kramer Henrik bútorgyára, VII. kerület Gizella utcában
- Thék Endre Bútor Rt. VIII. kerület Üllői úton
- Héber Antal műbútorgyára, VIII. kerület Conti utcában

## A rendszerváltás után
Az 1990-es évek közepére a magyarországi bútoripar mind az üzemnagyság, mind a tulajdonosi szerkezet szempontjából alaposan átalakult. Egyfelől leépültek a korábbi nagyméretű gyártókapacitások, másfelől új, korszerű vállalkozások jöttek létre, több esetben új termékszerkezettel. Az ipar átalakulásának mértékét mutatja, hogy míg három éve több mint 150 volt az ötven főnél nagyobb létszámot foglalkoztató cégek száma, ma ez alig 80. Közülük is 27 adja az egész hazai bútortermelés csaknem kétharmadát.[forrás?] Ezzel egyidejűleg a korábbi bútorgyártás mennyiségi teljesítménye erősen visszaesett, ugyanakkor a bútorvállalkozók egy másik csoportja (irodabútor-, ülőbútorgyártók) fokozatosan növelni tudta piaci teljesítményét. Ők a teljes magyar bútortermelés több mint egyharmadát adják, termelésük kétharmadát pedig exportálják.

## Adatforrások
- A vidéki történeti adatok lelőhelye:  Borovszky Samu: Magyarország vármegyéi és városai.
- A fővárosi adatok lelőhelye: A budapesti és környékbeli magyar királyi távbeszélő hálózatok előfizetőinek betűrendes névsora 1912.